# 早稲田大学大学院教育学研究科・教育学部
早稲田大学教育学部（わせだだいがくきょういくがくぶ、英語: Waseda University School of Education）は、早稲田大学が設置する教育学部。早稲田大学大学院教育学研究科（わせだだいがくだいがくいんきょういくがくけんきゅうか）は、早稲田大学が設置する大学院教育学研究科。

## 所在地

### 現在の使用施設
主要施設は東京都新宿区西早稲田の早稲田大学早稲田キャンパス（通称本キャン）内に設置されている。主に教育・総合科学学術院事務所が存在する早稲田キャンパス16号館や、教育学部学生読書室や教員就職指導室、各種実習室が所在する14号館、地球科学専修の実習室が所在する6号館を利用している。その他、理学科生物学専修が、新宿区若松町のTWIns（先端生命医科学センター）に拠点を置くほか、理学科地球科学専修が栃木県那須塩原市に那須パルサー観測所を保有している。

### 新校舎計画
早稲田大学では、教育・総合科学学術院の教育環境整備を主たる目的とした早稲田キャンパスＥ棟（仮称・現９号館）の建設を計画している。『現代の新たな「早稲田の森」を創る』のコンセプトの下、本物の緑によるバイオフィリックデザインを展開することとしている。2027年度の供用開始予定であり、地下1階地上15階、建築面積3,275.37㎡、延べ面積33,364.86㎡の建築規模となっている

## 沿革
1903年（明治36年）に創設された早稲田大学高等師範部を母体とし、1949年（昭和24年）私立学校法公布に伴い、私立大学では日本で最初の教育学部として設置された。当初から必ずしも教員の資格取得を義務づけない開放性の教育課程を実施している点が、教員養成のみを目的とする国公立大学の教育学部とは大きく異なり、本学部の大きな特徴となっている。

## 教育と研究

### 組織
教育学部教員が所属する教育・総合科学学術院の下に、教育学部（教育学研究科）・教育総合研究所・教職支援センターが属する。学士課程は文系4学科、理系2学科、学際系1学科（7学科2専攻7専修）により構成され、修士・博士課程を擁する教育学研究科がある。また、理学科の教員が大学院先進理工学研究科の教員も兼担する関係から、先進理工学研究科・創造理工学研究科への進学も可能である。また、同学部には教職課程のほか、博物館学芸員、図書館司書、学校図書館司書教諭、社会教育主事、社会福祉主事の課程も設置されている。
旧制高等師範部の流れを汲む同学部は、師範学校の流れを汲む所謂教員養成系の教育学部と異なり、旧制高等師範学校の流れを汲む広島大学教育学部・教育学研究科と同様に、伝統的に高等学校および高等教育（大学、高等専門学校）教員の養成を志向、2008年4月に初等教育学専攻を設置するまで初等教育の教員養成課程を有していなかった。全国最大の高等学校教員の輩出数を誇る早稲田大学において、教員養成の中核を占める。

#### 教育学部
- 教育学科
  - 教育学専修
教育について多角的・総合的に学び、一般企業だけでなく青少年指導・行政職の人材を育成し、教育学の諸専門領域での研究者を養成する[7]。同専修の卒業生には「学士（教育学）」が授与される。
  - 生涯教育学専修
社会教育や生涯学習について、現実の社会の具体的場面について学びつつ、それらを総合して理論的な考察を深め、理論と実践との往還のなかで思考力を高める[7]。同専修の卒業生には「学士（教育学）」が授与される。
  - 教育心理学専修
教育心理学、発達心理学、臨床心理学などの各分野の心理学をカバーし、中でも教育心理学の特徴を重視している[7]。同専修の卒業生には「学士（心理学）」が授与される。
  - 初等教育学専攻
2008年4月に開設され、小学校教員の養成を主たる目的とする[7]。初等教育や児童理解の原理と方法を学び、初等教育をめぐる環境や諸問題などについて幅広く、かつ専門的に学習する[7]。同専修の卒業生には「学士（教育学）」が授与される。

- 国語国文学科
国語国文学としては、英文科を起源とする第一文学部（現・文学部）よりも早く開設され、上代文学、中古文学 、中世文学、近世文学、近代文学、現代文学、国語学、中国文学、国語教育に渡る幅広い分野に専任教員が配置される[8]。筑波大学名誉教授の平岡敏夫は、同学部の第三者評価報告書にて「これほど充実した教育学部（国語国文学）は、国立私立を問わず、どこにも見出すことはできない」と評している[9]。前身の高等師範部国語漢文科は、松平康国、牧野謙次郎、菊池三九郎、桂五十郎、川田瑞穂等の漢学者を擁し、早稲田漢学と謳われ、我が国における漢学研究をリードした。文学研究の主流を文学部が占める中で、本学科の出身者が日本文学関連の学会賞を受賞したり、日本学術振興会特別研究員に採用されたりするなど、現代の文学研究においても高い評価を得ている。なお、芥川賞の最年少受賞者、最年長受賞者はともに同学科の卒業生である。同学科の卒業生には「学士（文学）」が授与される。

- 英語英文学科
英語学、英米文学、英語教育、言語運用等の分野に20名強の専任教員を擁し、英語科あるいは英文科としては国内屈指の教員数を誇る。英語運用力に対する学問的知識の裏づけを重視し、文学・言語学の両面から英語を学ぶカリキュラムとなっている[10]。同学科の卒業生には「学士（文学）」が授与される。

- 社会科　(社会「学」科とは称しない学科)
  - 地理歴史専修
地理学（人文地理学・自然地理学）・歴史学（日本史・東洋史・西洋史）両方の学問領域について基礎を学んだ後、3年次に地理学・歴史学のいずれかを選択する[11]。副選択として公共市民学専修のカリキュラムを履修することも可能。同校において、地理学に関する教育、研究を担当する唯一の専攻である。同専修の卒業生には「学士（地理学）」、あるいは、「学士（歴史学）」が授与される。なお、同校の地理学分野はQS世界大学ランキングにおいて、東大、京大に次ぐ国内3位（世界51-100位）の評価を得ている[12]。
  - 公共市民学専修
政治学、経済学、法律学、社会学、新聞学に関する講義や演習が用意されているほか、副選択として地理歴史専修のカリキュラムを履修することも可能。高校公民の教員免許を取得しやすいカリキュラムとなっている[11]。同専修の卒業生には「学士（公共市民学）」が授与される。2018年4月、社会科学専修から公共市民学専修に改称[13]。

- 数学科
現代数学の各分野にわたる科目の学習を行い、論理的思考を必要とする種々の領域で広く活躍できるような数学的素養を身につけた人の養成を目的とする[14]。解析学・代数学・幾何学・情報数学・数学教育学の基幹的講義を中心に、それぞれの分野を体系的に学ぶことができる[14]。また、同学科の学生が会計研究科の設置するアクチュアリー（金融分野における数理業務の専門家）専門コースを履修した場合、16単位までを修了単位として参入することが出来るが、これは、基幹理工学部数学科・応用数理学科が認めている修了単位数（3単位）より大きく、より履修し易い体制が整備されている[15]。同学科の卒業生には「学士（理学）」が授与される。

- 理学科
  - 生物学専修
生命現象の基礎から最先端まで、分子から細胞・組織・個体・生態系まで、あるいは試験管の世界から野外の自然や地球環境まで、多様な視点をもって生物学を学ぶ[16]。植物生理学、植物生態学、分子生物学、細胞生物学、生殖生物学、分子生理学等をカバーしている。1学年の学生数は高校の1クラス程度である[16]。同専修の卒業生には「学士（理学）」が授与される。
  - 地球科学専修
固体地球について、地質学・岩石学・鉱物学・鉱床学・古生物学などの観点から教育・研究を行う[16]。自然観察・フィールド調査を重視した教育・研究体制である[16]。地質学、岩石学、鉱物学等をカバーしている。同専修の卒業生には「学士（理学）」が授与される。

- 複合文化学科
自然科学から人文・社会科学にいたる多くの専門領域が併存する同学部の総合性を生かし、多面的諸相を持つ現代的課題に立ち向かう能力を持った人材を育成することを目的として、2000年4月に設置された「学際コース」を継承発展させる形で、2007年4月に開設された。英語以外の外国語の運用能力獲得に力を入れており、ドイツ語、フランス語、中国語、ロシア語、スペイン語に関する専門演習が配されている[17]。同学科の卒業生には「学士（学術）」が授与される。

##### 学部卒業生の主要進路
2022年度の卒業生916名中、大学院進学102名、資格試験等準備23名、就職705名、他であった。
また、主な就職先（就職者3名以上）は、以下の通り。
教育
早稲田大学5名、東京大学、神奈川県教員各3名
通信
NTTデータ13名、楽天グループ9名、NTTドコモ6名、シンプレクス・ホールディングス3名
専門サービス
ベイカレント・コンサルティング6名、野村総合研究所、デロイトトーマツコンサルティング各5名、PwCコンサルティング4名、日本総合研究所3名
金融
東京海上日動火災保険、三井住友海上火災保険各6名、みずほフィナンシャルグループ、三菱UFJ銀行、日本生命保険各4名、三井住友銀行、三井住友信託銀行、野村證券、SMBC日興証券、三井住友カード各3名
製造
三菱電機6名、日立製作所5名、富士通、日本IBM、キーエンス各4名、東芝3名
行政
国家公務員一般職9名、東京都職員Ⅰ類8名、特別区職員、神奈川県職員1種、千葉県職員、横浜市職員各3名
その他
ベネッセコーポレーション、JCB、電通デジタル、ニトリ各4名、博報堂、ENEOS、レバレジーズ、大日本印刷、大塚商会、星野リゾート・マネジメント各3名

#### 教育学研究科
1990年に修士課程、1995年に博士後期課程が開設された。1998年には新たに数学教育専攻を加え、2003年には1年制修士課程を設置した（1年制修士課程は、2016年度から募集停止）。
- 修士課程
  - 学校教育専攻
  - 国語教育専攻
  - 英語教育専攻
  - 社会科教育専攻
  - 数学教育専攻
  - 高度教育実践専攻 - 2008年に教職研究科（教職大学院）として創設されたが、2017年4月に教育学研究科と統合[19]。東京都教育委員会と提携関係にある[20]。

- 博士課程
  - 教育基礎学専攻
  - 教科教育学専攻

また、同研究科の修士課程で取得できる学位は、学校教育・国語教育・英語教育・社会科教育専攻では修士（教育学）または修士（実践教育学）、数学教育学専攻では修士（教育学）または修士（理学）である。博士課程で取得できる学位は、教育基礎学専攻では博士（教育学）または博士（学術）、教科教育学専攻では博士（教育学）、博士（学術）または博士（理学）となっている。

##### 教育学研究科卒業生の主要進路
2022年度の教育学研究科(修士課程）の修了者は102名中、就職73名、進学6名、資格試験等準備5名、他であった。主な就職先は、教員就職として、東京都教員7名、神奈川県教員、埼玉県教員各2名等、一般就職として、東京都職員Ⅰ類3名、NTTデータ、アビームコンサルティング、野村證券、鹿島建設、ニトリ各1名等となっている。

##### 提携校
大学パンフレットに拠る。
- 東京大学 : 博士後期課程の研究指導を中心とした大学院生の派遣及び受け入れ。
- 京都大学 : 博士後期課程の研究指導を中心とした大学院生の派遣及び受け入れ。
- 慶應義塾大学 : 大学院文学研究科及び社会学研究科との相互履修。博士後期課程の研究指導を中心とした大学院生の派遣及び受け入れ。
- 高麗大学校教育学科 : 学生の交流、教員の研究交流。
- 北京師範大学教育学部 : 学生の交流、教員の研究交流。
- ロンドン大学教育研究所 : 学術交流プログラムの締結。

## 主な卒業生
- 高等師範部時代の卒業生について

### 大学教員・研究者
- 阿野幸一 - 文教大学教授、基礎英語講師、言語学
- 天児慧 - 早稲田大学教授、元青山学院大学教授、アジア政経学会第16代理事長、第1回アジア・太平洋賞特別賞受賞
- 新井仁之 - 東京大学名誉教授、早稲田大学教育・総合科学学術院教授、日本数学会賞春季賞受賞、数学
- 荒木敏夫 - 専修大学文学部長、歴史学
- 有元秀文 - 元国立教育政策研究所総括研究官、言語学
- 有賀郁敏 - 立命館大学副学長、社会学
- 池俊介 - 早稲田大学教授、地理学
- 石原剛、東京大学教授、アメリカ文学
- 石綿敏雄 - 国立国語研究所名誉所員、日本女子大学名誉教授、言語学
- 一ノ瀬和夫 - 立教大学異文化コミュニケーション学部長、言語学
- 稲葉伸道 - 名古屋大学教授、歴史学
- 岩田重則 - 中央大学教授、民俗学
- 内山朋規 - 東京都立大学大学院経営学研究科教授、東京都立大学金融工学研究センター長、金融工学
- 大沢信二 - 京都大学教授、京都大学大学院理学研究科附属地球熱学研究施設長、地球科学
- 大城将保 - 元沖縄県立博物館館長、歴史学
- 大津雄一 - 早稲田大学教授、国文学
- 大友敏明 - 立教大学教授、立教大学経済研究所長、経済史
- 小川忠 - 国際政治学者、国際交流基金日米センター事務局長、ジャカルタ日本文化センター所長、跡見学園女子大学教授
- 小和田哲男 - 静岡大学附属図書館長、教育学部長、歴史学、NHK大河ドラマ『天地人』、『江〜姫たちの戦国〜』等の時代考証で著名
- 鎌野健 - 大阪工業大学准教授、数理科学
- 木村由莉 - 国立科学博物館地学研究部研究主幹、古生物学
- 窪川かおる - 東京大学教授、生物学
- 幸田国広 - 早稲田大学教授、教育史
- 五丁龍志 - 大阪工業大学知的財産学部・知的財産専門職大学院教授、弁理士、技術経営
- 小林真理 - 東京大学教授、文化政策学
- 佐藤泉 - 青山学院大学総合研究所人文学研究部長、文学部教授、日本文学
- 佐藤勝明 - 和洋女子大学教授、日本文学
- 佐藤眞一 - 大阪大学教授、心理学
- 沈雨香 - 早稲田大学助教、教育社会学
- 白戸伸一 - 明治大学国際日本学部長（第2代）、商学
- 鈴木右文 - 九州大学教授、言語学
- 積山薫 - 京都大学教授、京都大学大学院総合生存学館長、心理学
- 瀬島順一郎 - 大阪産業大学教授、心理学
- 高田明典 - フェリス女学院大学教授、現代思想
- 竹内伸一 - 徳島文理大学教授、教育学
- 田嶋一夫 - 元国文学研究資料館第一資料室長、国文学
- 田中智志 - 東京大学教授、教育学
- 田中東子 - 東京大学教授、社会学
- 寺川寿子 - 名古屋大学教授、地震学
- 苫野一徳 - 熊本大学准教授、哲学
- 長濱裕幸 - 東北大学教授、地学
- 鍋島直樹 - 名古屋大学教授、経済学
- 中島信吾 - 防衛研究所戦史部教官、歴史学
- 西本豊弘 - 国立歴史民俗博物館教授、歴史学
- 春山成子 - 三重大学教授、国際地理学連合日本委員会委員長、地理学
- 久堀徹 - 東京工業大学教授、東京工業大学科学技術創成研究院長、生物学
- 日野晶也 - 神奈川大学理事長、生物学
- 平川一臣 - 北海道大学名誉教授、地理学
- 藤田尚志 - 京都大学教授、生物学
- 堀茂樹 - 慶應義塾大学教授、歴史学
- 堀誠 - 早稲田大学教授、中国文学
- 堀切実 - 早稲田大学教授、俳文学
- 松井智子 - 東京学芸大学教授、元京都大学霊長類研究所准教授、認知科学
- 三町勝久 - 東京工業大学教授、建部賢弘賞受賞、数学
- 森元孝 - 早稲田大学教授、社会学
- 山崎一穎 - 跡見学園理事長、近代文学
- 山田孝 - 目白大学教授、精神医学
- 山本正身 - 慶應義塾大学教授、教育学、元慶應義塾女子高等学校校長
- 若林茂則 - 中央大学副学長、言語学
- 渡邊秀夫 - 信州大学人文学部長、元ワルシャワ大学東洋学研究所客員教授、国文学

### 初等中等教育教員
- 石川一郎 - 学校法人聖母女学院学院長、かえつ有明中学校・高等学校校長
- 遠藤隆二 - 東京都立小石川中等教育学校校長（初代）、東京都教育委員会試験室長、鎌倉女子大学教授
- 小家一彦 - 駒場東邦中学校・高等学校校長

### 国会議員
- 青木一彦 - 参議院議員、元国土交通副大臣、青木幹雄の長男
- 亀岡偉民 - 衆議院議員、 元復興副大臣、元文部科学副大臣、元内閣府副大臣
- 木原稔 - 衆議院議員、第25代防衛大臣、元内閣総理大臣補佐官、元財務副大臣、元防衛大臣政務官
- 鴻池祥肇 - 元衆議院議員、元参議院議員、元内閣府特命担当大臣（防災、構造改革特区）
- 下村博文 - 衆議院議員、第18代文部科学大臣、自民党政調会長
- 鈴木俊一 - 衆議院議員、第21代財務大臣、第4代環境大臣、国務大臣(五輪担当)、自民党総務会長、内閣総理大臣（第70代）鈴木善幸の長男
- 三反園訓 ｰ  衆議院議員、第19代鹿児島県知事
- 辻元清美 - 参議院議員、元衆議院議員、元内閣総理大臣補佐官、国際NGO「ピースボート」設立者
- 西岡武夫 - 元参議院議員、元衆議院議員、元文部大臣、第28代参議院議長

### 地方政界
- 石田治一郎 - 第76代長野県議会議長
- 岩谷一弘 - 埼玉県春日部市長
- 遠藤三紀夫 - 第4代神奈川県座間市長
- 大田昌秀 - 第4代沖縄県知事、社会学者、琉球大学教授、同大学法文学部長
- 岡本栄 - 三重県伊賀市長、元関西テレビ放送アナウンサー
- 栗原浩 - 第45代・第46代・第47代・第48代埼玉県知事
- 桜井雅浩 - 第10代新潟県柏崎市長、元女子美術大学付属高等学校・中学校教諭
- 谷藤裕明 - 第19代岩手県盛岡市長
- 田辺正幸 - 新潟県五泉市長、
- 当間重民 - 沖縄民政府那覇市長、貴族院議員
- 長島一由 - 第7代神奈川県逗子市長、元衆議院議員、映画監督
- 永見理夫 - 東京都国立市長
- 藤原一成 - 秋田県潟上市長、元文部科学省視学官
- 宮田達夫 - 茨城県常陸太田市長、元茨城県理事
- 和田宗春 - 第43代東京都議会議長

### 行政官
- 伊藤かつら - 人事院人事官、元日本マイクロソフト執行役員
- 小野寺徳子 - 労働官僚、元福岡労働局長
- 黒澤良輔 - 法務官僚、元高松少年鑑別所長、徳島文理大学人間生活学部教授
- 土手敏行 - 法務官僚、福岡法務局長
- 長沼善太郎 - 外交官、在ヒューストン日本国総領事館総領事
- 野井祐一 - 警察官僚、埼玉県警本部長、栃木県警本部長、警察大学校国際警察センター所長兼警察庁長官官房審議官（国際担当）
- 浜井浩一 - 法務官僚、元横浜刑務所分類審議室首席矯正処遇官、龍谷大学法学部教授
- 橋広治 - 外交官、外務省駐パプアニューギニア特命全権大使
- 原嶋清次 - 総務官僚、近畿管区行政評価局長、総務省大臣官房審議官（行政評価局担当）
- 星野周弘 - 警察官僚、元科学警察研究所防犯少年部長、元帝京大学教授
- 福田隆之 - 内閣府大臣補佐官（菅義偉官房長官補佐官（公共サービス改革担当））、元野村総合研究所主任研究員、東洋大学国際学部客員教授
- 山地秀樹 - 外交官、在セブ日本国総領事館総領事
- 山本順二 - 文部官僚、元東京農工大学副学長

### 作家・歌人・俳人・脚本家・画家等
- 青柳碧人 - 小説家
- 明石知幸 - 映画監督
- 阿部征司 - 元東映チーフプロデューサー
- 石川渓月 - 第14回日本ミステリー文学大賞新人賞受賞
- いとうひろし - 絵本作家
- 江刺昭子 - 第12回田村俊子賞受賞
- 大藪春彦（中退） - 脚本家
- 小沢正 - 児童文学作家
- 小田嶋隆 - コラムニスト
- 恩田陸 - 直木賞受賞、江戸川乱歩賞選考委員
- 加藤治郎 - 歌誌『未来』選者
- 角野栄子 - 国際アンデルセン賞受賞、 小学館文学賞受賞、魔女の宅急便原作者、紫綬褒章
- 黒田夏子 - 芥川賞受賞
- 小手伸也 - 俳優、作家、演出家
- 小林英造 - 脚本家
- 重松清 - 直木賞受賞
- 島田満 - 脚本家、日本脚本家連盟理事
- 鈴木智 - 脚本家、『金融腐蝕列島・呪縛』（1999年）など
- 鈴木淳 - 作曲家
- 仙川環 - 小学館文庫小説賞（第1回）受賞
- 千家和也 - 作詞家
- 高久進 - 脚本家
- 武重邦夫 - 映画監督、劇作家、元日本映画学校（現日本映画大学）専務理事
- 寺山修司（中退） - 歌人、劇作家
- 中島要 - 小説宝石新人賞
- 中野順一 - 第20回サントリーミステリー大賞
- 西木正明 - 直木賞受賞
- 服部真澄 - 第18回吉川英治文学新人賞
- 日高堯子 - 第13回若山牧水賞受賞
- 藤本裕 - 放送作家
- 文月悠光 - 第46回現代詩手帖賞受賞、第15回中原中也賞受賞
- 広河隆一 - 戦場カメラマン、土門拳賞、よみうり写真大賞など様々な賞を受賞
- 松本典子 - 第46回角川短歌賞受賞
- マブソン青眼 - 俳人、第79回現代俳句協会賞受賞
- MAYA MAXX - イラストレーター、絵本作家
- 六田知弘 - 写真家
- 村上てつや(ゴスペラーズ) - 歌手
- 安岡優(ゴスペラーズ) - 歌手
- 山崎光夫 - 作家、第44回小説現代新人賞、第17回新田次郎文学賞
- 山田太一 - 脚本家
- 山田隆道 - 作家、エッセイスト
- 綿矢りさ - 作家、史上最年少で芥川賞を受賞
- ラズウェル細木 - 漫画家、第16回手塚治虫文化賞短編賞
- 鷲尾和彦 - 写真家

### マスメディア関係者
- 石川みなみ - 日本テレビアナウンサー
- 石戸谷健一 - 元NHKエグゼクティブアナウンサー
- 稲塚貴一 - NHKアナウンサー
- 上野優花 - フリーアナウンサー
- 上原康樹 - NHKエグゼクティブアナウンサー
- 江森陽弘 - 元週刊朝日副編集長、元朝日新聞社社会部次長
- 太田克史 - 講談社編集者、星海社社長
- 大多亮 - 関西テレビ代表取締役社長、元フジ・メディア・ホールディングス取締役
- 岡田みはる -  気象予報士
- 岡野暁 -  NHKチーフアナウンサー
- 尾関憲一 -  NHKチーフプロデューサー
- 久野誠 - CBCテレビアナウンサー
- 久保雅一 -  小学館マルチメディア局チーフプロデューサー、北京電影学院客員教授
- 小林弘忠 -  元毎日新聞社メディア編成本部長、日本エッセイスト・クラブ賞受賞
- 黒沢保裕 - NHKチーフアナウンサー
- 斉藤孝信 - NHKアナウンサー
- 斎藤政直 - NHKアナウンサー
- 里匠 - NHKチーフアナウンサー
- 佐藤洋之 - NHKアナウンサー
- 下重暁子 - 元NHKアナウンサー、エッセイスト、元日本自転車振興会会長
- 高山哲哉 - NHKアナウンサー
- 内藤武宣 - 元毎日新聞社政治部記者、元京都放送常務取締役、第74代内閣総理大臣竹下登の娘婿（DAIGOの実父）
- 日枝久 - フジ・メディア・ホールディングス代表取締役社長・会長、東京文化会館館長
- 福本容子 - 毎日新聞社編集局経済部副部長、論説委員
- 堀伸浩 - NHKアナウンサー
- 松本一路 - 元NHKエグゼクティブアナウンサー
- 松本基弘 - テレビ朝日ゼネラルプロデューサー
- 宮崎大地 - NHKアナウンサー
- 三輪秀香 - NHKアナウンサー
- 森君夫（九州朝日放送代表取締役社長、KBCグループホールディングス代表取締役）[25]
- 森山春香 - NHKアナウンサー
- 藪本雅子 - フリーアナウンサー、記者、元日本テレビアナウンサー・報道局記者、元DORAメンバー
- 吉川美代子 - 元TBS経営企画室担当局長、解説委員、TBSアナウンススクール校長、京都産業大学客員教授
- 吉村秀實 - 元NHK解説主幹

### 経済界
- 有末真哉 - 大樹生命保険代表取締役会長
- 飯島一暢 - 海外需要開拓支援機構（クールジャパン機構）会長、サンケイビル代表取締役社長
- 飯田真也 - 朝日新聞社代表取締役会長
- 池田元英 - エナリス代表取締役社長（創業者）
- 石津谷悦朗 - 元東急百貨店取締役社長、元伊勢丹取締役専務執行役員
- 犬飼新 - 日本貨物鉄道（JR貨物）代表取締役社長
- 内田進 - 元三井住友海上きらめき生命保険代表取締役社長
- 江越誠 - 岡三証券代表取締役社長
- 大東和美 - 日本スポーツ振興センター理事長、元日本プロサッカーリーグ4代目理事長（Jリーグチェアマン）、元住友金属工業九州支社長
- 岡畠鉄也 - 中国新聞社代表取締役社長
- 小川周一郎 - 西武鉄道代表取締役社長
- 奥山真司 - Google日本法人代表、P&Gジャパン代表取締役社長
- 奥村真介 - 元アデコ代表取締役社長　PEOPLE HORIZON株式会社代表取締役社長
- 飯島英胤 - 日韓経済協会名誉会長、元東レ代表取締役副社長
- 狩野隆也 -  名古屋テレビ放送代表取締役社長
- 河野栄子 - 元リクルート代表取締役社長
- 小島克重 - NTTコミュニケーションズ代表取締役社長
- 後藤正幸 - 日本中央競馬会第十五代理事長
- 新開卓 - 秋田銀行第十代頭取
- 杉山繁和 - 資生堂ジャパン代表取締役社長
- 高野真 - ForbesJapanCEO兼編集長、ピムコジャパンリミテッド代表取締役社長、元ゴールドマン・サックス投資顧問部門マーケティングヘッド
- 田口誠 - 浦和レッドダイヤモンズ代表取締役社長
- 竹内次也 - 仙台放送社長、元フジテレビジョン常務取締役
- 玉井行人 - ギラヴァンツ北九州代表取締役社長、元西日本新聞社論説委員
- 寺田明彦 - 保育総合学院（現：ニチイ学館）創業者（中退）
- 戸倉敏夫 - シチズンホールディングス代表取締役会長
- 平野伸一 - アサヒビール代表取締役社長
- 廣野眞一 - 集英社代表取締役社長
- 福井清計 - 極洋代表取締役会長
- 福田譲 - SAPジャパン代表取締役社長、富士通CIO
- 松井達二 - 元電通テック代表取締役社長、元電通常務執行役員
- 神子柴寿昭 - 本田技研工業取締役会長、日本自動車工業会副会長
- 水野道訓 - ソニー元常務、 ソニー・ミュージックエンタテインメント代表取締役社長・会長CEO、ソニー音楽財団理事長
- 水谷尚人 - 湘南ベルマーレ代表取締役社長
- 三橋英記 - ファンケル代表取締役社長、キリンホールディングス常務執行役員
- 光吉敏郎 - 住友林業代表取締役社長
- 村上政敏 - 元時事通信社代表取締役社長
- 森田徹 - 元新銀行東京代表執行役、元オリックス銀行取締役執行役員副社長
- 山石昌孝 - 横浜ゴム代表取締役社長、日本自動車タイヤ協会会長
- 山田進太郎 - 起業家、メルカリ創業者
- 渡辺章仁 - ローソンエンタテインメント代表取締役社長、ユナイテッド・シネマ代表取締役社長

### その他
- 芦田甚之助 - 日本労働組合総連合会第二代会長、従三位旭日大綬章授与
- 上田晋也（中退） ‐ お笑いタレント（くりぃむしちゅー）
- 石井めぐみ - 女優、国立市議会議員
- 川野太郎 - 俳優
- 小島よしお - お笑いタレント
- 小宮山悟 - プロ野球選手
- 永井陽右 - 日本ソマリア青年機構創設者、国連NGO「アクセプト・インターナショナル」代表、Forbes誌「30 UNDER 30 JAPAN」選出
- 濱井正吾 - YouTuber、教育ジャーナリスト、ラジオパーソナリティ
- 広末涼子（中退） ‐ 女優
- 松浦輝夫 - 登山家、日本人初のエベレスト登頂者
- 村井美樹 ‐ 女優
- 森田必勝 - 政治活動家、楯の会会員（在学中死去）
- 行平あい佳 - 女優
- 野口かおる - 女優
- 奥江晴紀 - 書家、読売書法会常任理事